# Antigone (släkte)
Antigone är ett fågelsläkte i familjen tranor inom ordningen tran- och rallfåglar: Släktet har tidigare inkluderats i Grus men bryts allt oftare ut igen efter DNA-studier.
Släktet omfattar fyra nu levande arter som förekommer i Asien, Australien och Nordamerika:
- Prärietrana (A. canadensis)
- Glasögontrana (A. vipio)
- Sarustrana (A. antigone)
- Brolgatrana (A. rubicunda)

Ytterligare en art, kubatrana (A. cubensis), dog ut under holocen.